# Martin Falk
Martin Falk (Trollhättan, 28 marzo 1995) è un allenatore di calcio svedese, tecnico dell'IFK Norrköping.

## Carriera
Martin Falk ha iniziato la sua carriera sportiva come portiere di bandy nell'IFK Vänersborg, per poi trasferirsi al Sandvikens AIK, dove è stato considerato uno dei più grandi talenti del bandy svedese, giocando nella squadra maschile in Elitserien con cui ha vinto due campionati, oltre ad un campionato mondiale con la nazionale svedese Under-21. Ha temporaneamente concluso la sua carriera nel bandy nel 2016 per dedicarsi al calcio come allenatore.
Il suo primo incarico da allenatore è stato con la squadra Under-16 del Sandvikens IF, mentre contemporaneamente si occupava dell'analisi video per la prima squadra maschile che nello stesso anno ha vinto la Division 2 Norrland, quarto livello del calcio svedese.
Nel 2017 Falk si è trasferito al Västerås SK, diventando allenatore della formazione Under-15 del club. L'anno successivo ha assunto la guida della squadra Under-16/Under-17, continuando nel frattempo a giocare a bandy con la squadra del club in Elitserien.
Nel dicembre 2018 è stato ufficializzato il passaggio di Falk alla squadra Under-16 dell'AIK. Due anni più tardi, per la stagione 2021, è passato al Sandvikens come uno dei due capo allenatori della prima squadra insieme a Thomas Gabrielsson, ricoprendo al tempo stesso anche l'incarico di direttore sportivo. La coppia ha guidato la squadra al terzo posto nella Ettan Norra 2021.
In vista della stagione 2021 è stato reso noto che Falk sarebbe tornato all'AIK, in questo caso con la mansione di assistente allenatore della prima squadra sotto la guida di Bartosz Grzelak.
Il 4 luglio 2023, a campionato in corso, tra la tredicesima e la quattordicesima giornata dell'Allsvenskan 2023, Falk ha lasciato l'AIK per unirsi ufficialmente al Malmö FF, entrando a far parte dello staff tecnico di Henrik Rydström. Con il nuovo club ha partecipato alla conquista dei titoli nazionali 2023 e 2024, oltre che della Coppa di Svezia 2023-2024.
Dalla stagione 2025 ha ricevuto la prima panchina da capo allenatore di una squadra di Allsvenskan, con la chiamata da parte dell'IFK Norrköping con cui ha firmato un accordo triennale.